# Cantonul Saintes-Maries-de-la-Mer
Cantonul Saintes-Maries-de-la-Mer este un canton din arondismentul Arles, departamentul Bouches-du-Rhône, regiunea Provence-Alpes-Côte d'Azur, Franța.

## Comune
- Saintes-Maries-de-la-Mer